# Arthur Percy Morris Fleming
Arthur Percy Morris Fleming (Newport, Ilha de Wight, 16 de janeiro de 1881 – Bonchurch, Ilha de Wight, 14 de setembro de 1960) foi um engenheiro eletricista inglês.

## Educação e carreira
Após sua formação escolar na Portland House Academy em Newport e no Finsbury Technical College in London, Fleming trabalhou na London Electric Supply Corporation e então para a Elliott Brothers, Lewisham. Foi selecionado pela British Westinghouse para treinamento na Westinghouse Electric Company em suas usinas em East Pittsburgh, Pensilvânia. Em 1902 retornou para a Inglaterra para trabalhar na British Westinghouse em suas usinas em Manchester, onde foi especialista em isolamento e depois Chief Transformer Designer. Fleming introduziu um programa de treinamento para recrutar aprendizes, primeiro no departamento de transformadores e depois em 1908 na British Westinghouse.
A British Westinghouse criou em 1913 um departamento separado de transformadores com Fleming como superintendente e engenheiro chefe, patrocinou em 1914 uma escola de comércio corporativo dirigida por ele, e em 1917 fez dele dirigente do departamento de educação corporativa. Durante a Primeira Guerra Mundial Fleming dirigiu uma equipe de pesquisas que obteve progressos fundamentais na tecnologia elétrica para a detecção de submarinos. Em 1919 a British Westinghouse foi incorporada na Metropolitan-Vickers.
In 1920, as a pioneer in the development of radio, he established in Manchester the second British transmitting station to broadcast programs on a daily basis.
Durante a década de 1920 Fleming desempenhou um papel fundamental no progresso do departamento de pesquisas da Metropolitan-Vickers.
By 1929 the department contained one of the largest high voltage laboratories in the world. The department attracted a succession of men of outstanding ability, who responded to Fleming's inspiration by making many notable contributions to pure and applied science. Particularly important was the development of demountable high power thermionic valves which helped make possible the installation of the first radar stations just before the outbreak of war in 1939.
Em 1931 a companhia holding Associated Electrical Industries, associada à Metropolitan-Vickers, indicou Fleming como seu diretor de pesquisas e educação. Continuou como diretor até aposentar-se em 1954.
After the Second World War, as Chairman of the Federation of British Industries Overseas Scholarship Committee, he led an engineering mission to Latin America and returned much impressed with the potentialities of the young republics. He also went to Canada as head of the UK Mission to Canada for the Education and Training of Engineers in 1950. Later he was made President of the British Association of Commercial and Industrial Education.

## Vida privada
Em 1904 casou com Rose Mary Ash de Newport, Ilha de Wight. Tiveram dois filhos, Jack Morris e Gerald Morris, e uma daughter, Ruth Mary.

## Prêmios e honrarias
- 1920 — CBE por trabalho sobre a tecnologia de detecção de submarinos
- 1924 — Palestrante convidado do Congresso Internacional de Matemáticos em Toronto[5]
- 1937 — Medalha Hawksley concedida pelo Institution of Mechanical Engineers
- 1941 — Medalha Faraday concedida pelo Institution of Electrical Engineers

## Publicações selecionadas
- com R. Johnson: The Insulation and Design of Electrical Windings. [S.l.: s.n.] 1913
- com R. S. Baily: Engineering as a Profession. [S.l.: s.n.] 1913
- com J. G. Pearce: The Principles of Apprentice Training. [S.l.: s.n.] 1916
- com H. J. Brocklehurst: An Introduction to the Principles of Industrial Administration. [S.l.: s.n.] 1922
- com J. G. Pearce: Research in Industry. [S.l.: s.n.] 1922
- com H. J. Brocklehurst: A History of Engineering. [S.l.: s.n.] 1925